# Signifer
Signifer ("veldtekendrager") was een bepaalde erefunctie binnen het Romeinse leger. De signifer had de eer de vaandels te dragen in de Romeinse legioenen. Ook in de middeleeuwse oorlogsvoering komt men de functie signifer of banierdrager tegen.

## Historische achtergrond

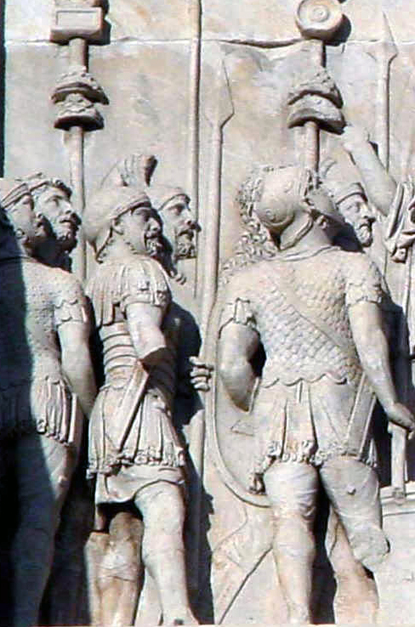
Reliëf van de Boog van Constantijn dat enkele signiferi uitbeeldt

Het woord Signifer is afgeleid van het signum (letterlijk: teken), een houten lans met daarop de veldtekens. Door de geschiedenis van het Romeins leger heen speelden die vaandels een belangrijke rol. Ze hadden eveneens een religieuze betekenis: in de lente bijvoorbeeld werden ze met verschillende oliën gezalfd en versierd, net zoals men met godenbeelden deed. Tijdens een veldslag gaven ze de visuele bevelen door aan de soldaten, omdat de bevelen die geschreeuwd werden niet altijd konden worden gehoord in het krijgstumult.
Er waren oorspronkelijk vijf verschillende soorten legioensstandaarden. De consul Gaius Marius (rond het jaar 100 voor Christus, oom van Gaius Julius Caesar) introduceerde in plaats daarvan een zilveren adelaar, de aquila argentea, als hoofdsymbool van de legioenen. Caesar versierde die adelaar in zilver en goud, en vanaf de Romeinse Keizertijd was de uitvoering volledig in goud. De overlevering wil dat de adelaar in zijn klauwen een bundel bliksemschichten vasthield (beide waren symbolen van Iuppiter), met de vleugels gespreid en de kop opgericht, klaar om weg te vliegen. De signifer die een adelaar droeg heette daarom de aquilifer.
De standaarden bestonden uit verschillende onderdelen. Bovenaan stond bij de legioensstandaard de adelaar en tijdens de keizertijd bij de cohortstandaard een ijzeren hand, verwijzend naar de eed van trouw die de legionairs aflegden. Onder de hand hing een ijzeren bordje met de naam van het legioen of de nummer van de eenheid (bijvoorbeeld LEG XXX COH IV: het vierde cohort van het dertigste legioen) en onder het naambordje hingen ronde metalen schijven die als eretekens functioneerden. Soms vond men onder die schijven ook een halvemaanssikkel.
De eerste standaarden waren van een eenvoudiger ontwerp. Ze bestonden uit een gewone lans met bovenaan het teken van een dier. Het meest gebruikte was de adelaar, maar er werden ook vier andere dieren gebruikt: de wolf, de Minotaurus, het paard of het zwijn. De oorsprong ligt waarschijnlijk in de tijd van de verschillende volksstammen (tribus). Het oude ontwerp werd na de hervorming van Marius gebruikt als cohortstandaard en nog later vervangen door het type met de hand, dat vermoedelijk de oorspronkelijke manipelstandaard was. Een vierde type standaard is de vlag (vexilla genaamd en dus gedragen door een vexillarius) met daarop het teken van het cohort of legioen. Meestal was dat een teken van de dierenriem, zoals een stier, ram, schorpioen of een steenbok. Onder het teken kwam de naam van het cohort of het legioen. De vlag was ongeveer vijftig centimeter breed en 50cm groot en onderaan versierd met gouden franjes.
Een vijfde soort veldteken werd gedragen door de Imaginifer, die het portret (imago) van de Keizer meedroeg. Vermits de Keizer voor een god werd aangezien, was het dan ook een hele eer om deze functie uit te voeren.
De veldtekens werden met de grootste zorg omringd en kregen meestal een van de belangrijkste plaatsen binnen in het kamp, meestal in een schrijn vlak voor de tent van de opperbevelhebbers. De vaandels waren dan ook heilig voor de Romeinse legionairs en het was een grote schande en oneer mocht er één in de handen van de vijand vallen of als het legioen zijn standaard zou verliezen. Qua moreel was elke legionair enorm gehecht aan zijn vaandel. De bevelhebbers pasten daarom wel de truc toe om als de slag een ongunstige wending dreigde te nemen de veldtekenen midden in de vijandelijke gelederen te werpen zodat de strijdlust van de eigen troepen nieuw vuur ingeblazen werd. Plutarchus verhaalt hoe dat gebeurde tijdens de Slag bij Pydna.
Na een nederlaag deed men er alles aan om de veldtekenen door nieuwe oorlog of onderhandelingen terug te krijgen. Zo lukte het Keizer Augustus om de tekenen die onder Crassus verloren waren gegaan een generatie later weer los te praten bij de Parthen. Legioenen die samen met hun veldtekenen waren vernietigd, werden soms niet meer heropgericht: ze waren symbolisch dood. In vredestijd — een hoge uitzondering — werden de veldtekenen bewaard in het aerarium, de tempel van Saturnus.
Signiferi van de cohorten en manipels liepen tijdens de opmars altijd voorop met de troepen erachter. Toch was het niet altijd makkelijk om enkel door middel van vlaggen of standaarden de bevelen door te geven aan de soldaten, omdat er altijd onvoorziene omstandigheden konden optreden (weersomstandigheden als wind of mist, het reliëf van het terrein, bossen en dergelijke). Daarom werd er in doodse stilte gemarcheerd en gingen er in elk legioen verschillende muzikanten mee. De Romeinse legioenen gebruikte enkel blaasinstrumenten, en geen trommen zoals heel vaak wordt gedacht. Er zijn bewijzen van vier verschillende blaasinstrumenten: de tuba, het cornu, de lituus en de bunica. Het waren eenvoudige tonen die men blies en geen melodieën
De tuba had een lengte van iets meer dan een meter, volledig uit brons, werd meestal gebruikt om routineopdrachten aan te kondigen (inspectie van de uitrusting, dagelijkse klussen enz.) en had de vorm een rechte hoorn. De bunica was een korte, gekromde hoorn uit messing en werd voornamelijk gebruikt tijdens de wisseling van de wacht. Het cornu was een G-vormig instrument, gemaakt uit messing en in totaal drie meter lang. Deze werd voornamelijk tijdens de veldslag gebruikt en komt het meeste voor, vooral dan op de Zuil van Traianus. Als laatste was er ook de lituus, een anderhalve meter hoge trompet die omhoog krulde en waarschijnlijk voornamelijk door de cavalerie werd gebruikt. Zo konden de legionairs niet alleen de tekens zien, maar ook horen en zodoende veel sneller reageren. Dit was eens te meer belangrijk omdat tijdens de slag de cohortstandaarden achter de voorste rij stonden. De legioensstandaard bevond zich achter de slaglinies.
De signifer zelf was meestal een soldaat die wegens zijn betoonde moed en militaire discipline uitgekozen was en tot onderofficier benoemd. Hij ging meestal gekleed in een tunica met daarover een maliënkolder (lorica hamata) of een schubbenpantser (lorica squamata). Hij droeg ook een klein rond schild mee (parma genaamd) van ongeveer zestig centimeter diameter. Men kon onderscheid maken tussen de verschillende signiferi door hetgeen zij op hun hoofd droegen. Een signifer van de gewone legioenen liep blootshoofds, terwijl een signifer van de pretoriaanse garde al naargelang de onderdeelstraditie een leeuwen-, beren- of wolvenvel over de helm had hangen. De signifer van de hulptroepen ten slotte droeg eenzelfde dierenvel maar dan met het hoofd van het dier eraf gesneden.
In de late keizertijd, het Dominaat, werden deze veldtekenen vervangen door een zijden windzak in de vorm van een drakekop: de Draco.